# 列奧尼夫卡 (克里若皮利區)
48°20′18″N 28°35′1″E / 48.33833°N 28.58361°E
列奧尼夫卡（烏克蘭語：Леонівка），是烏克蘭的村落，位於該國西南部文尼察州，由圖利欽區負責管轄，始建於1790年，面積1.59平方公里，海拔高度149米，2001年人口284，人口密度每平方公里179.18人。